# Paraplatybunus
Paraplatybunus is een geslacht van hooiwagens uit de familie Phalangiidae (echte hooiwagens).
De wetenschappelijke naam Paraplatybunus is voor het eerst geldig gepubliceerd door Dumitrescu in 1970. 

## Soorten
Paraplatybunus omvat de volgende 2 soorten:
- Paraplatybunus decui
- Paraplatybunus triangularis